# George Wallace, Baron Wallace of Campsie
George Wallace, Baron Wallace of Campsie (* 13. Februar 1915; † 23. Dezember 1997) war ein britischer Unternehmer, Bankier und Politiker, der 1974 als Life Peer aufgrund des Life Peerages Act 1958 Mitglied des House of Lords wurde. Durch seine erfolgreichen Unternehmen förderte er zahlreiche öffentliche Einrichtungen und Wohltätigkeitsorganisationen.

## Leben

### Rechtsanwalt und Unternehmer
Wallace begann nach dem Besuch der Abbotsford Primary School sowie der Queen’s Park Secondary School in Glasgow ein Studium der Rechtswissenschaften an der University of Glasgow und war im Anschluss als Solicitor tätig, ehe er eine eigene Anwaltskanzlei begründete. Nachdem er während des Zweiten Weltkrieges seinen Militärdienst bei der Royal Air Force (RAF) abgeleistet hatte, arbeitete er noch einige Jahre als Rechtsanwalt.
Kurz darauf gründete er 1950 Wallace Cameron and Company, ein Unternehmen, das industrielle Desinfektionsmittel sowie Erste-Hilfe-Verbandstoffe herstellte, von denen eines als technologischer Durchbruch angesehen wurde, da es die Wirkung der Alginsäure zur Wundheilung nutzte. Trotz einer großen Konkurrenz anderer, alteingesessener Unternehmen expandierte das Unternehmen schnell und beschäftigte kurz nach seiner Gründung bereits rund 300 Mitarbeiter im Betrieb im Glasgower Stadtbezirk South Side. 1969 verfügte das Unternehmen über internationale assoziierte Firmen in Belgien, Italien und Luxemburg. Wallace Cameron and Company ist nicht nur das einzige Unternehmen, das sich auf die Herstellung von Erste-Hilfe-Verbandstoffen spezialisierte, sondern verfügte später das einmalige Privileg, Hoflieferant (Royal Warrant) von Queen Elisabeth II., der Queen Mum sowie von Charles, Prince of Wales zu sein.

### Engagement für die Entwicklung von East Kilbride

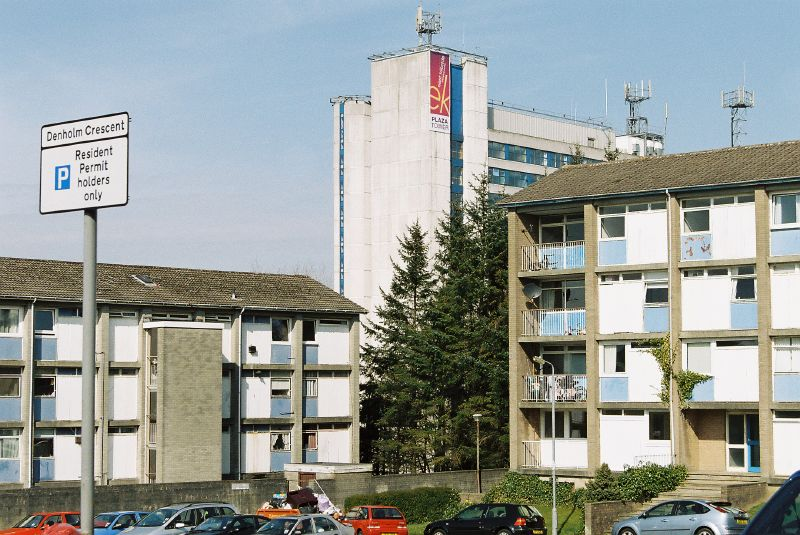
Als Vorsitzender der Entwicklungsgesellschaft von East Kilbride, das 1947 erste New Town Schottlands wurde, setzte sich George Wallace maßgeblich für die Neugestaltung der Stadt ein

Wallace war auch mehrere Vorsitzender der Entwicklungsgesellschaft für East Kilbride (East Kilbride Development Corporation) und setzte sich in dieser Funktion für die weitere Entwicklung der ehemaligen Kleinstadt, die seit der Ernennung zu Schottlands erster New Town 1947 zu einer der erfolgreichsten Wachstumsstädte Schottlands für neue Industrien wurde, und heute über das zehntgrößte Einkaufszentrum Europas verfügt. Dabei kam East Kilbride mehr als jeder anderen New Town die Modelrolle für die Wiederherstellung der schottischen Wirtschaft in der Nachkriegszeit zu sowie für den Wechsel der traditionellen Industrie hin zur industriellen Technologie. In seiner Funktion als Vorsitzender der Entwicklungsgesellschaft förderte er eine Planungsstrategie, die Wohnungsbau, Einkaufsmöglichkeiten, Schulen und Freizeitstätten bereithalten sollte und andererseits Ansiedlung von Unternehmen in Gewerbegebieten bei gleichzeitiger Bereitstellung einer modernen, hochqualitativen Wirtschaftsinfrastruktur vorsah. Darüber hinaus sollte auch der ursprüngliche Charakter der Landschaft weitgehend erhalten bleiben.
1965 wurde er des Weiteren Mitglied des Beratungsgremiums von West Scotland (West Scotland Advisory Board) und fungierte zwischen 1972 und 1982 als dessen Vorsitzender.

### Gesellschaftliches Engagement und Oberhausmitglied
Neben seiner unternehmerischen Tätigkeit engagierte sich Wallace weiterhin seit Ende der 1960er und Anfang der 1970er Jahre in zahlreichen beruflichen Institutionen und Wohltätigkeitsorganisationen und war unter anderem Mitglied der Südschottischen Elektrizitätsbehörde (South of Scotland Electricity Board), Vorsitzender des Institute of Marketing, Gründungsmitglied der Schottischen Entwicklungsagentur (Scottish Development Agency) 1975 sowie Präsident der Handelskammer zu Glasgow.
Durch ein Letters Patent vom 28. Juni 1974 wurde Wallace als Life Peer mit dem Titel Baron Wallace of Campsie, of Newlands in the County of the City of Glasgow, in den Adelsstand erhoben und gehörte damit bis zu seinem Tod dem House of Lords als Mitglied an. Seine offizielle Einführung (Introduction) erfolgte am 24. Juli 1974 mit Unterstützung durch William Hughes, Baron Hughes sowie John Wheatley, Baron Wheatley.
Baron Wallace of Campsie war er langjähriger Unterstützer der Heilsarmee, die in Anerkennung von dessen Leistungen 1992 ein neugebautes Wohnstätte für 52 Menschen Wallace of Campsie House benannte.